# Championnat de Côte d'Ivoire de football 1994
Navigation
Saison précédente Saison suivante
La saison 1994 du Championnat de Côte d'Ivoire de football était la 36e édition de la première division ivoirienne. Elle oppose les 16 meilleures équipes du pays, rassemblées au sein de 2 poules de 8 où les clubs affrontent 2 fois tous leurs adversaires, à domicile et à l'extérieur. Les 3 premiers de chaque poule se qualifient pour la poule finale.
C'est l'ASEC Abidjan qui termine une nouvelle fois en tête de la poule nationale et remporte son 12e titre de champion de Côte d'Ivoire. 

## Les 16 clubs participants
| - ASEC Abidjan - Sabé Sports de Bouna - Société Omnisports de l'Armée - Man FC - Promu de deuxième division | - Africa Sports - Rio-Sports d'Anyama - AS Oumé - Promu de deuxième division |

+ 9 autres clubs

## Compétition

### Première phase
Seuls les noms des 6 clubs qualifiés pour la poule finale sont connus.

### Poule nationale
| Rang | Équipe                        | Pts | J  | G | N | P | Bp | Bc | Diff |
| ---- | ----------------------------- | --- | -- | - | - | - | -- | -- | ---- |
| 1    | ASEC Abidjan T                | 18  | 10 | 9 | 0 | 1 | 32 | 7  | +25  |
| 2    | Africa Sports                 | 18  | 10 | 9 | 0 | 1 | 27 | 7  | +20  |
| 3    | Société Omnisports de l'Armée | 9   | 10 | 3 | 3 | 4 | 13 | 19 | -6   |
| 4    | Sabé Sports de Bouna          | 6   | 10 | 3 | 0 | 7 | 10 | 17 | -7   |
| 5    | AS Oumé P                     | 5   | 10 | 1 | 3 | 6 | 8  | 25 | -17  |
| 6    | Rio-Sports d'Anyama           | 4   | 10 | 1 | 2 | 7 | 9  | 24 | -15  |

|  | Qualifié pour la Coupe des clubs champions africains 1995 |
|  | Qualifié pour la Coupe des Coupes 1995                    |
|  | Qualifié pour la Coupe de la CAF 1995                     |

## Bilan de la saison
| Tableau d'Honneur                                                    |                 |
| Compétition                                                          | Vainqueur       |
| Championnat de Côte d'Ivoire de football                             | ASEC Abidjan    |
| Coupe de Côte d'Ivoire de football                                   | Stade d'Abidjan |
| Supercoupe de Côte d'Ivoire de football Coupe Félix Houphouët-Boigny | ASEC Abidjan    |

| Qualifications continentales 1995        |                 |
| Compétition                              | Qualifié        |
| Coupe des clubs champions africains 1995 | ASEC Abidjan    |
| Coupe des Coupes 1995                    | Stade d'Abidjan |
| Coupe de la CAF 1995                     | Africa Sports   |